# 王光乐
王光乐，（1976年—），出生于福建松溪县，2000年毕业于中央美术学院油画系，现居北京，為N12艺术团体的创始人之一。代表作品为“水磨石”和“寿漆”系列作品。曾是中国艺术与设计大奖赛候选人。